# 1578 en santé et médecine
| Années de la santé et de la médecine : 1575 - 1576 - 1577 - 1578 - 1579 - 1580 - 1581    |
| Décennies de la santé et de la médecine : 1540 - 1550 - 1560 - 1570 - 1580 - 1590 - 1600 |

Cet article présente les faits marquants de l'année 1578 en santé et médecine.

## Événements
- La Sorbonne condamne cinquante-neuf thèses de Paracelse[1].
- 1578-1580 : à Paris, procès de Roch Le Baillif, accusé devant le Parlement par la Faculté d'exercice illégal de la médecine après la publication de son Demosterion (1578), apologie du paracelsisme[1].

## Publications

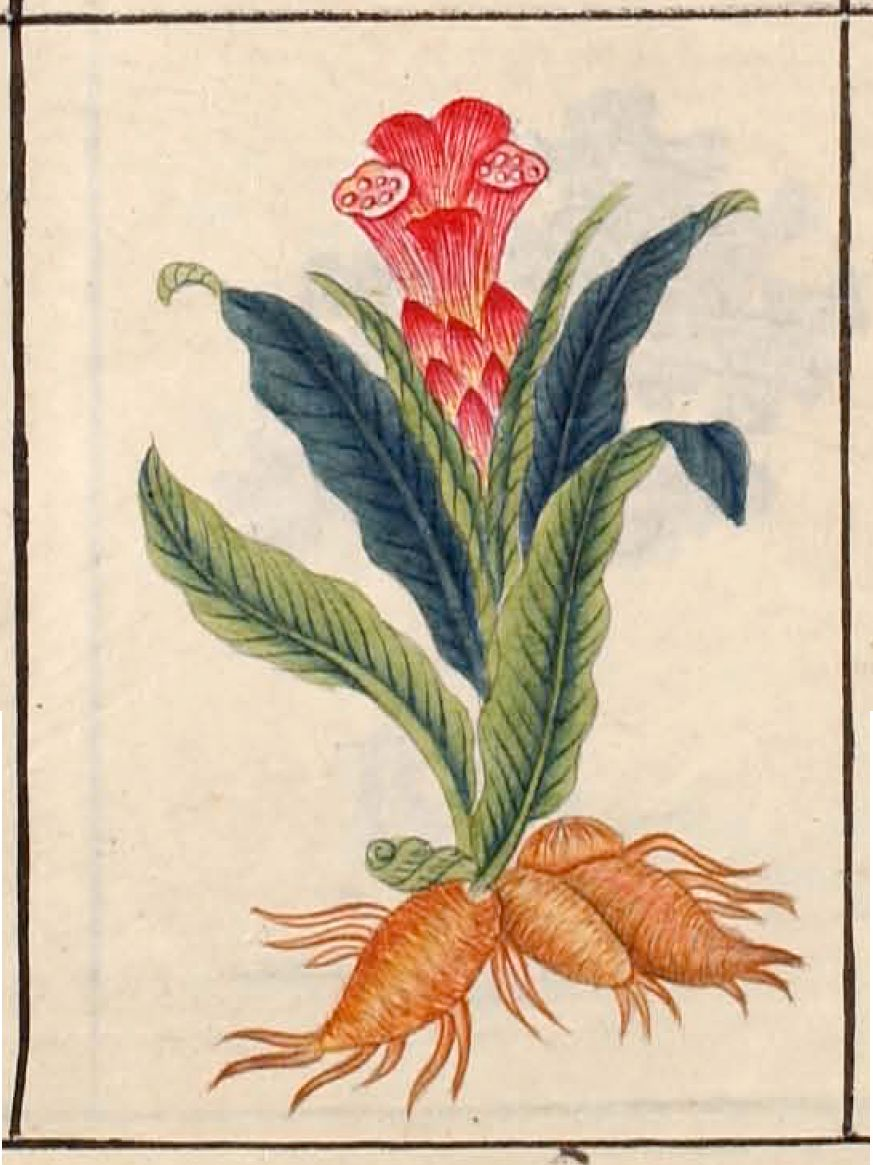
Illustration du Bencao gangmu issue d'une édition ultérieure en couleur (vers 1800)

- Cristobal Acosta publie à Burgos son « Traité des drogues et remèdes des Indes orientales » (Tractado de las drogas y medicinas de las Indias orientales[2]), « version corrigée et augmentée, basée sur ses propres observations[3] » des Coloquios dos simples (1563) de Garcia de Orta[4].
- Roch Le Baillif publie à Rennes son Demosterion, « jalon marquant de la diffusion des idées de Paracelse en France[1],[5] ».
- Julien Le Paulmier publie chez Denis Duval, à Paris, son traité « sur les maladies contagieuses » (De morbis contagiosis[6]).
- Li Shizhen termine la rédaction de la première version de son grand traité d'herbologie (Bencao gangmu)[7].

## Naissances
- 1er avril : William Harvey (mort en 1657), médecin anglais[8].

## Décès
- 12 octobre : Cornelius Gemma (né en 1535), médecin et astronome flamand[9],[10].
- Antonio Mizauld (né en 1510), médecin et astrologue français[11].
- Pierre Franco (né entre 1500 et 1505), chirurgien lithotomiste français[12].